# Capitán Sevilla
Capitán Sevilla fue un videojuego de ordenador de 8 bits publicado en 1988 para MSX, Spectrum y Amstrad CPC. Desarrollado en España, al ser distribuido por Dinamic Software, probablemente la compañía más importante en el software español en aquella época, contó con una amplia cobertura publicitaria en las revistas del sector, tales como MicroHobby y Micromanía.
Dentro de esa cobertura, se incluyó un cómic del dibujante Max con los personajes centrales del juego.

## Historia
El juego inicialmente se desarrolló como "Capitán Morcilla", pero le cambiaron el nombre por motivos de marketing.
"Mariano López, transportista de embutidos, sufre los efectos de una explosión nuclear. Inconsciente, queda tendido en la calzada junto a sus embutidos y a los restos del camión, que se esparcen por toda la zona del siniestro. Horas más tarde se despierta hambriento, e ingiere una de sus salchichas afectadas por la radiación.
Pero, ¿¡Qué diablos está sucediendo!? Mariano se está transformando: todos sus músculos crecen; su estatura aumenta; su vulgar rostro se convierte en el de un apuesto super-héroe dispuesto a combatir al malvado profesor TORREBRUNO."

## Jugabilidad
El juego está dividido en dos fases, con el llamado FX Doble Carga, que requería terminar la primera parte para obtener una clave de acceso que permitía jugar a la segunda.
Asimismo, el juego se desarrolla con una vista lateral en 2D, pasando de pantalla en pantalla, es decir, sin scroll de ningún tipo.
Controlamos a Mariano López, el transportista de morcillas al que le ha caído una bomba nuclear. El personaje puede moverse lateralmente y saltar, pero no puede ser controlado durante el salto. Si durante dicho salto choca con algún obstáculo, continúa el salto en el sentido contrario. Asimismo, puede dar puñetazos con los que deshacerse de alguno de los enemigos.
Cuando conseguimos alguna de las morcillas radiactivas y nos la comemos, nos convertimos en el Capitán Sevilla, y podemos utilizar sus superpoderes: Supersoplido, que desplaza lateralmente los enemigos que estén delante de Mariano; Superdisparo, que dispara morcillas con las que destruir a los enemigos; Superdefensa, que nos confiere invulnerabilidad durante unos segundos; Supersalto, que otorga un salto mucho más poderoso; Vuelo sin motor, que nos permite desplazarnos volando; y Superfuerza, que hace que tengamos una barra de energía (con forma de morcilla) que disminuirá con los contactos de los enemigos, en lugar de morir al primer toque.
Existen numerosos enemigos, cada uno con sus características distintas, pero que nos matan al primer contacto si somos Mariano López. Disponemos de tres vidas, y, junto al hecho de que las morcillas que nos transforman en SuperHéroe no son demasiado numerosas, convierten a este clásico del software español en un juego bastante difícil.

## Equipo de desarrollo
El equipo realizó el videojuego bajo un sello propio, HiScore, y luego Dinamic Software se encargó de la distribución. Miembros:
- Director del proyecto: Álvaro Mateos Herrera
- Gráficos: Ángel "Tedy" Tirado, José Ramón Pérez, Manuel Gascó, Rafael García
- Música: David Brioso Santos
- Programación: Álvaro Mateos Herrera, Ángel "Macedo" Jiménez,[4] Manuel Guillén, Francisco Gómez, Francisco Rodríguez, David Brioso Santos

## Remake
En el año 2009, los integrantes de ComputerEmuzone Games Studio publicaron, con licencia GPL un remake de este juego, que desarrollaron a lo largo de 3 años y medio.

## Documental
En 2015 se publicó el documental ¡No nos gusta Capitán Morcilla! sobre la edad de oro del software de videojuegos español y el desarrollo de esta obra.